# NGC 5537
NGC 5537 é uma galáxia espiral (S?) localizada na direcção da constelação de Virgo. Possui uma declinação de +07° 03' 17" e uma ascensão recta de 14 horas, 17 minutos e 37,0 segundos.
A galáxia NGC 5537 foi descoberta em 8 de Maio de 1864 por Albert Marth.